# Kim Jong-un

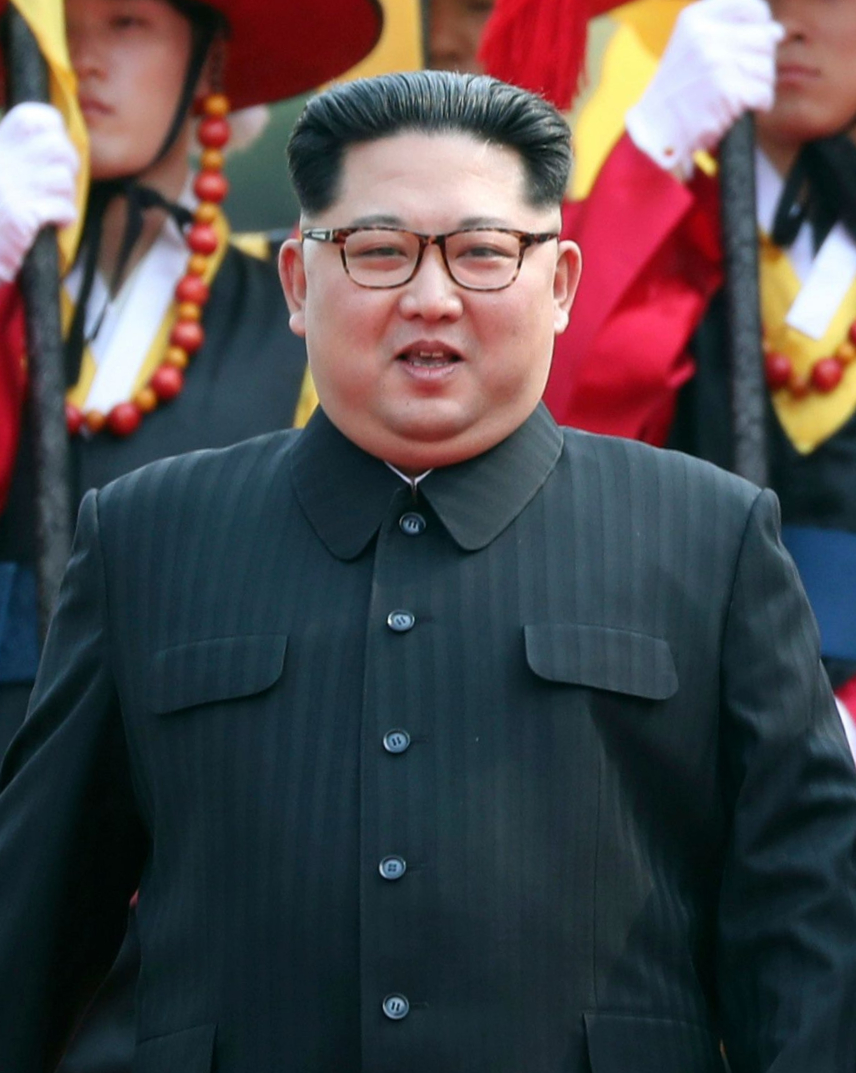

Kim Jong-un (koreanska: 金正恩, 김정은, ibland transkriberat -woon), född 8 januari 1984 i Pyongyang, är de facto Nordkoreas högste ledare efter att fadern Kim Jong-il avled 17 december 2011. Han är det andra barnet till Kim Jong-il, som var Nordkoreas högste ledare från 1994 till 2011, och Ko Yong-hui. Kim Jong-uns farfar Kim Il-sung kallas i Nordkoreas grundlag Republikens evige president. Fadern Kim Jong-il titulerades "den käre ledaren", medan Kim Jong-un nu kallas för "den store efterträdaren". I juli 2012 stärktes Kim Jong-uns ställning ytterligare när han utsågs till marskalk för den nordkoreanska staten. Marskalkstiteln han tilldelades kallas wonsu och är den nordkoreanska arméns näst högsta.
Den 12 december 2013 rapporterade nordkoreanska nyheter att Kim Jong-un hade beordrat avrättningen av sin ingifte farbror Jang Song-thaek på grund av "förräderi". Han anses allmänt att ha beordrat mordet på sin halvbror Kim Jong-nam i Malaysia i februari 2017.
Kim Jong-un och Sydkoreas president Moon Jae-in genomförde interkoreanska toppmötet i april 2018. Det var första gången sedan Koreakrigets slut 1953 som en nordkoreansk ledare befann sig på sydkoreansk mark. Han träffade även USA:s president Donald Trump vid ett historiskt toppmöte i Singapore den 12 juni 2018. Detta var första gången en nordkoreansk ledare träffade en amerikansk president.

## Biografi
Kim Jong-un är Kim Jong-ils tredje och yngsta son. Hans mor var Ko Yong-hui, Kim Jong-ils tredje hustru som dog 2004. Han är född den 8 januari men hans födelseår är omtvistat. Enligt en moster till honom är han född 1984, men andra källor uppger 1983 eller 1986 som födelseår. Han ska enligt svårbekräftade uppgifter ha studerat inkognito vid en skola i Muri bei Bern i Schweiz. Han klev enligt japanska och kinesiska medieuppgifter förbi sin äldre bror Kim Jong-nam som Kim Jong-ils önskade efterträdare, efter att brodern tagit sig in illegalt i Japan för att besöka Tokyo Disneyland. Mellanbrodern, Kim Jong-chul, ska aldrig ha varit aktuell för att efterträda Kim Jong-il. Enligt vissa uppgifter ansågs han vara för feminin för att göra fadern riktigt nöjd. År 2010 stod det allmänt klart att Kim Jong-un var utsedd till att en dag efterträda sin far. Efter endast två år som ledare har Kim Jong-un framställts som världens farligaste man.

## Ledare för Nordkorea
Den 17 december 2011 dog Kim Jong-il. Trots den äldre Kims planer så var det inte omedelbart klart efter hans död om Jong-un faktiskt skulle överta den fulla makten och vad hans exakta roll i en ny regering skulle vara. Några analytiker hade förutsagt att Jang Song-thaek skulle fungera som regent när Kim Jong-il dog eftersom Jong-un var för oerfaren att omedelbart leda landet.
Han tillkännagavs offentligt som överbefälhavare för den koreanska folkarmén den 24 december 2011.
Den 26 december 2011 rapporterade den ledande nordkoreanska tidningen Rodong Sinmun att Kim Jong-un hade fungerat som ordförande för den högsta militärledningen, och som högsta ledare i landet efter sin fars bortgång.
Den 9 januari 2012 hölls ett stort massmöte av den koreanska folkarmén framför Kumsusan-palatset för att hedra Kim Jong-un och för att visa lojalitet.
År 2013 rankade Forbes Kim Jong-un som världens 46:e mest mäktiga person.

### Avspänningspolitik 2018

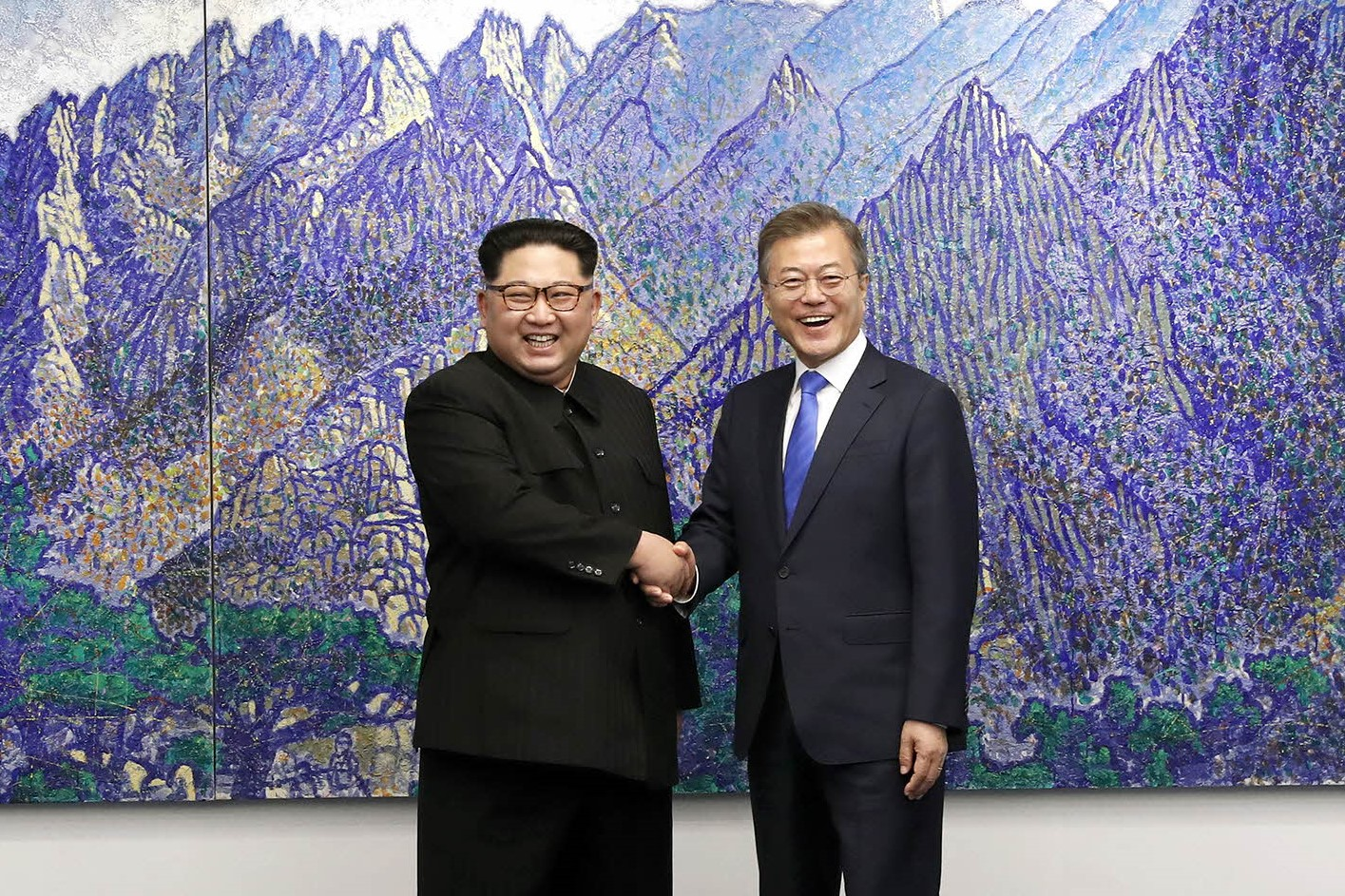
Kim Jong-un och Sydkoreas dåvarande president Moon Jae-in skakar hand i samband med det interkoreanska toppmötet 2018.

I mars 2018 meddelade den sydkoreanske tjänstemannen Chung Eui-Yong vid Vita huset att Kim Jong-un har berättat för sydkoreanerna att han är fast besluten i att nedrusta sin kärnvapenarsenal och att ”Nordkorea kommer avstå från ytterligare kärnvapen- och missiltest”.
I sitt nyårstal 2018 sade Kim att han var öppen för dialog med Sydkorea med sikte på att delta i kommande olympiska spelen i Sydkorea. En jourtelefon mellan Seoul och Pyongyang inrättades på nytt efter nästan två år. Nord- och Sydkorea marscherade tillsammans i Olympiska öppningsceremonin och ställde upp med ett gemensamt ishockeylag av kvinnor. Förutom idrottare, skickade Kim en delegation under ledning av sin syster Kim Yo-jong och de jure statschefen Kim Yong-nam. Den femte mars ordnade han ett möte med Sydkoreas chef för den nationella säkerhetsbyrån, Chung Eui-yong. Chung reste sedan till Washington och skickade en inbjudan till den amerikanska presidenten Donald Trump att få träffa Kim, något som Trump accepterade.
Kinesiska medier meddelade att Kim hade besökt Peking den 26 mars. Detta var hans första resa utomlands som ledare för Nordkorea. Kim besökte Sydkorea under det interkoreanska toppmötet 2018. Kim och sydkoreanska presidenten Moon Jae-in lovade båda, i en överenskommelse benämnd Panmunjom-deklarationen, att konvertera det koreanska avtalet om vapenvila till ett fullständigt fredsavtal och därmed formellt avsluta Koreakriget i slutet av 2018.
Vid ett toppmöte i Singapore den 12 juni 2018 träffade Kim USA:s president Donald Trump. Mötet var det första någonsin mellan en amerikansk president och en nordkoreansk ledare. Vid mötet signerades en överenskommelse om kärnvapennedrustning på Koreahalvön.

## Familj
I juli 2012 bekräftade nordkoreansk tv att Kim Jong-un gift sig med Ri Sol-ju; vigseln ska ha ägt rum 2009. Ri föreföll vara i tjugoårsåldern när hon blev känd för offentligheten. Hon hade följt Kim Jong-un till offentliga framträdanden i flera veckor före tillkännagivandet. De har tillsammans, såvitt känt, tre barn. Ett av dem är en dotter, född cirka 2013, som antas heta Ju-ae. Hon har sedan 2022 ofta setts vid sin fars sida, och analytiker har spekulerat i att detta kan tolkas som att han förbereder att utnämna henne till sin efterträdare.
Kim ackompanjeras ibland av sin yngre syster Kim Yo-jong, som sägs vara bidragande till att skapa hans offentliga image och organiserar offentliga evenemang för honom. Enligt Kim Yong-hyun, en professor i nordkoreanska studier vid Dongguk University i Seoul och andra, så är befordran av Kim Yo-jong och andra yngre personer ett tecken på att "Kim Jong-un-regimen har avslutat sin samexistens med resterna av den tidigare Kim Jong-il-regimen genom att genomföra ett generationsbyte i partiets nyckelposter".
Den 13 februari 2017 mördades Kim Jong-nam, Kim Jong-uns halvbror i exil, med ett nervgift på Kuala Lumpurs internationella flygplats. Det anses allmänt att Jong-un beordrade mordet.

## Släktträd
|                |                |                |                |                |                |              |              |              |              |              |              |              |              |              |              |              |              |             |             |               |               |               |               |               |               |             |             |             |             |              |              |              |              | Kim Hyŏng-jik | Kim Hyŏng-jik | Kim Hyŏng-jik | Kim Hyŏng-jik | Kim Hyŏng-jik | Kim Hyŏng-jik |               |               | Kang Pan-sŏk  | Kang Pan-sŏk  | Kang Pan-sŏk  | Kang Pan-sŏk  | Kang Pan-sŏk | Kang Pan-sŏk |                 |                 |                 |                 |                 |                 |             |             |              |              |              |              |              |              |
|                |                |                |                |                |                |              |              |              |              |              |              |              |              |              |              |              |              |             |             |               |               |               |               |               |               |             |             |             |             |              |              |              |              | Kim Hyŏng-jik | Kim Hyŏng-jik | Kim Hyŏng-jik | Kim Hyŏng-jik | Kim Hyŏng-jik | Kim Hyŏng-jik |               |               | Kang Pan-sŏk  | Kang Pan-sŏk  | Kang Pan-sŏk  | Kang Pan-sŏk  | Kang Pan-sŏk | Kang Pan-sŏk |                 |                 |                 |                 |                 |                 |             |             |              |              |              |              |              |              |
|                |                |                |                |                |                |              |              |              |              |              |              |              |              |              |              |              |              |             |             |               |               |               |               |               |               |             |             |             |             |              |              |              |              |               |               |               |               |               |               |               |               |               |               |               |               |              |              |                 |                 |                 |                 |                 |                 |             |             |              |              |              |              |              |              |
|                |                |                |                |                |                |              |              |              |              |              |              |              |              |              |              |              |              |             |             |               |               |               |               |               |               |             |             |             |             |              |              |              |              |               |               |               |               |               |               |               |               |               |               |               |               |              |              |                 |                 |                 |                 |                 |                 |             |             |              |              |              |              |              |              |
|                |                |                |                |                |                |              |              |              |              |              |              |              |              |              |              |              |              |             |             |               |               |               |               |               |               |             |             |             |             | Kim Jong-suk | Kim Jong-suk | Kim Jong-suk | Kim Jong-suk | Kim Jong-suk  | Kim Jong-suk  |               |               | Kim Il-sung   | Kim Il-sung   | Kim Il-sung   | Kim Il-sung   | Kim Il-sung   | Kim Il-sung   |               |               | Kim Sŏng-ae  | Kim Sŏng-ae  | Kim Sŏng-ae     | Kim Sŏng-ae     | Kim Sŏng-ae     | Kim Sŏng-ae     |                 |                 | Kim Yong-ju | Kim Yong-ju | Kim Yong-ju  | Kim Yong-ju  | Kim Yong-ju  | Kim Yong-ju  |              |              |
|                |                |                |                |                |                |              |              |              |              |              |              |              |              |              |              |              |              |             |             |               |               |               |               |               |               |             |             |             |             | Kim Jong-suk | Kim Jong-suk | Kim Jong-suk | Kim Jong-suk | Kim Jong-suk  | Kim Jong-suk  |               |               | Kim Il-sung   | Kim Il-sung   | Kim Il-sung   | Kim Il-sung   | Kim Il-sung   | Kim Il-sung   |               |               | Kim Sŏng-ae  | Kim Sŏng-ae  | Kim Sŏng-ae     | Kim Sŏng-ae     | Kim Sŏng-ae     | Kim Sŏng-ae     |                 |                 | Kim Yong-ju | Kim Yong-ju | Kim Yong-ju  | Kim Yong-ju  | Kim Yong-ju  | Kim Yong-ju  |              |              |
|                |                |                |                |                |                |              |              |              |              |              |              |              |              |              |              |              |              |             |             |               |               |               |               |               |               |             |             |             |             |              |              |              |              |               |               |               |               |               |               |               |               |               |               |               |               |              |              |                 |                 |                 |                 |                 |                 |             |             |              |              |              |              |              |              |
|                |                |                |                |                |                |              |              |              |              |              |              |              |              |              |              |              |              |             |             |               |               |               |               |               |               |             |             |             |             |              |              |              |              |               |               |               |               |               |               |               |               |               |               |               |               |              |              |                 |                 |                 |                 |                 |                 |             |             |              |              |              |              |              |              |
|                |                |                |                |                |                |              |              |              |              |              |              |              |              |              |              |              |              |             |             |               |               |               |               |               |               |             |             |             |             |              |              |              |              |               |               |               |               |               |               |               |               |               |               |               |               |              |              |                 |                 |                 |                 |                 |                 |             |             |              |              |              |              |              |              |
|                |                |                |                |                |                |              |              |              |              |              |              |              |              |              |              |              |              |             |             |               |               |               |               |               |               |             |             |             |             |              |              |              |              |               |               |               |               |               |               |               |               |               |               |               |               |              |              |                 |                 |                 |                 |                 |                 |             |             |              |              |              |              |              |              |
| Kim Young-sook | Kim Young-sook | Kim Young-sook | Kim Young-sook | Kim Young-sook | Kim Young-sook |              |              | Song Hye-rim | Song Hye-rim | Song Hye-rim | Song Hye-rim | Song Hye-rim | Song Hye-rim |              |              | Kim Jong-il  | Kim Jong-il  | Kim Jong-il | Kim Jong-il | Kim Jong-il   | Kim Jong-il   |               |               | Ko Yong-hui   | Ko Yong-hui   | Ko Yong-hui | Ko Yong-hui | Ko Yong-hui | Ko Yong-hui |              |              | Kim Ok       | Kim Ok       | Kim Ok        | Kim Ok        | Kim Ok        | Kim Ok        |               |               | Kim Kyong-hui | Kim Kyong-hui | Kim Kyong-hui | Kim Kyong-hui | Kim Kyong-hui | Kim Kyong-hui |              |              | Jang Song-thaek | Jang Song-thaek | Jang Song-thaek | Jang Song-thaek | Jang Song-thaek | Jang Song-thaek |             |             | Kim Pyong-il | Kim Pyong-il | Kim Pyong-il | Kim Pyong-il | Kim Pyong-il | Kim Pyong-il |
| Kim Young-sook | Kim Young-sook | Kim Young-sook | Kim Young-sook | Kim Young-sook | Kim Young-sook |              |              | Song Hye-rim | Song Hye-rim | Song Hye-rim | Song Hye-rim | Song Hye-rim | Song Hye-rim |              |              | Kim Jong-il  | Kim Jong-il  | Kim Jong-il | Kim Jong-il | Kim Jong-il   | Kim Jong-il   |               |               | Ko Yong-hui   | Ko Yong-hui   | Ko Yong-hui | Ko Yong-hui | Ko Yong-hui | Ko Yong-hui |              |              | Kim Ok       | Kim Ok       | Kim Ok        | Kim Ok        | Kim Ok        | Kim Ok        |               |               | Kim Kyong-hui | Kim Kyong-hui | Kim Kyong-hui | Kim Kyong-hui | Kim Kyong-hui | Kim Kyong-hui |              |              | Jang Song-thaek | Jang Song-thaek | Jang Song-thaek | Jang Song-thaek | Jang Song-thaek | Jang Song-thaek |             |             | Kim Pyong-il | Kim Pyong-il | Kim Pyong-il | Kim Pyong-il | Kim Pyong-il | Kim Pyong-il |
|                |                |                |                |                |                |              |              |              |              |              |              |              |              |              |              |              |              |             |             |               |               |               |               |               |               |             |             |             |             |              |              |              |              |               |               |               |               |               |               |               |               |               |               |               |               |              |              |                 |                 |                 |                 |                 |                 |             |             |              |              |              |              |              |              |
|                |                |                |                |                |                |              |              |              |              |              |              |              |              |              |              |              |              |             |             |               |               |               |               |               |               |             |             |             |             |              |              |              |              |               |               |               |               |               |               |               |               |               |               |               |               |              |              |                 |                 |                 |                 |                 |                 |             |             |              |              |              |              |              |              |
|                |                |                |                | Kim Sul-Song   | Kim Sul-Song   | Kim Sul-Song | Kim Sul-Song | Kim Sul-Song | Kim Sul-Song |              |              | Kim Jong-nam | Kim Jong-nam | Kim Jong-nam | Kim Jong-nam | Kim Jong-nam | Kim Jong-nam |             |             | Kim Jong-chul | Kim Jong-chul | Kim Jong-chul | Kim Jong-chul | Kim Jong-chul | Kim Jong-chul |             |             | Kim Jong-un | Kim Jong-un | Kim Jong-un  | Kim Jong-un  | Kim Jong-un  | Kim Jong-un  |               |               | Kim Yo-jong   | Kim Yo-jong   | Kim Yo-jong   | Kim Yo-jong   | Kim Yo-jong   | Kim Yo-jong   |               |               |               |               |              |              |                 |                 |                 |                 |                 |                 |             |             |              |              |              |              |              |              |
|                |                |                |                | Kim Sul-Song   | Kim Sul-Song   | Kim Sul-Song | Kim Sul-Song | Kim Sul-Song | Kim Sul-Song |              |              | Kim Jong-nam | Kim Jong-nam | Kim Jong-nam | Kim Jong-nam | Kim Jong-nam | Kim Jong-nam |             |             | Kim Jong-chul | Kim Jong-chul | Kim Jong-chul | Kim Jong-chul | Kim Jong-chul | Kim Jong-chul |             |             | Kim Jong-un | Kim Jong-un | Kim Jong-un  | Kim Jong-un  | Kim Jong-un  | Kim Jong-un  |               |               | Kim Yo-jong   | Kim Yo-jong   | Kim Yo-jong   | Kim Yo-jong   | Kim Yo-jong   | Kim Yo-jong   |               |               |               |               |              |              |                 |                 |                 |                 |                 |                 |             |             |              |              |              |              |              |              |
|                |                |                |                |                |                |              |              |              |              |              |              | Kim Han-sol  |              |              |              |              |              |             |             |               |               |               |               |               |               |             |             |             |             |              |              |              |              |               |               |               |               |               |               |               |               |               |               |               |               |              |              |                 |                 |                 |                 |                 |                 |             |             |              |              |              |              |              |              |

## Verk (urval)
- Om att åstadkomma en revolutionär vändning inom markadministrationen i enlighet med kraven för att bygga ett välmående socialistiskt land (tal till högre tjänstemän inom ekonomiska organ i parti och stat och arbetande folks organisationer 27 april 2012.)[44]
- Låt oss ge evig glans åt kamrat Kim Jong Ils storslagna idé och framgångarna för songunrevolutionen (Publicerad på Songundagen 25 augusti 2013 i Rodong Sinmun och Joson Inmingun)